# Musudan-ri
Địa điểm phóng vệ tinh Tonghae, cũng gọi là Vũ Thủy Đoan lý, là một điểm phóng tên lửa ở Bắc Triều Tiên. Địa điểm này nằm ở tỉnh Bắc Hamgyong, gần mũi phía bắc của vịnh Đông Triều Tiên. Khu vực này có tên cũ là Taep'o-dong (대포동) trong thời kỳ Triều Tiên bị Nhật Bản chiếm đóng, do đó tên lửa Taepodong lấy tên theo địa danh này.
Từ năm 1984, các rốc két quân sự loại Hwasong, Rodong và Taepodong-1 đã được phóng từ Musudan-ri. Năm 1998, truyền thông Bắc Triều Tiên đã thông báo phóng thành công vệ tinh Kwangmyŏngsŏng-1 bằng Baekdusan-1 SLV từ Musudan-ri. Bắc Triều Tiên tuyên bố vệ tinh đầu tiên đã được đưa thành công vào quỹ đạo, nhưng không có nguồn độc lập nào xác nhận thông tin này. Lần phóng vệ tinh thất bại thứ nhì là vào năm 2006.
Các cơ sở ở Musudan-ri khiêm tốn, gồm một giàn phóng ở toạ độ 40°51.342′B 129°39.948′Đ / 40,8557°B 129,6658°Đ, một máy thử ở toạ độ 40°51.138′B 129°40.788′Đ / 40,8523°B 129,6798°Đ, một toà nhà kiểm tra/lắp ráp tên lửa ở toạ độ 40°51.348′B 129°39.552′Đ / 40,8558°B 129,6592°Đ, và toà nhà kiểm soát tên lửa ở toạ độ 40°51.78′B 129°39.624′Đ / 40,863°B 129,6604°Đ và cơ sở theo dõi mặt đất (tất cả toạ độ lấy từ Google Earth tháng 6 năm 2006.).